# Svenning Johansson
Svenning Johansson, ibland Swening Johansson, född 1 december 1827 i Stengårdshults socken, död 2 april 1898 i Jönköping, var en svensk predikant och författare.
Svenning Johansson var son till torparen Johannes Jansson. Svenning Johansson påverkades i fjortonårsåldern av roparrörelsen och kom senare som 19-åring i kontakt med nyevangelismen genom läsning av Pietisten. Trots avrådan från lekmannapredikanten Arvid Zachrisson började han själv predika, först 1852 i Rångedala socken och därefter sedan han 1853 flyttat till Habo socken, främst i Västergötland och Småland. Åren 1854–1884 verkade han som kolportör för Jönköpings traktatsällskap (från 1861 ombildat till Jönköpings missionsförening). Svenning Johanssons teologi låg nära den inomkyrkliga, vilket underlättade hans predikoresor. Han kom dock under 1850-talet i konflikt med många genom att avvisa den populära syndfrihetsläran. Under 1870-talet anslöt han sig i striden om försoningen och de fria nattvardsgångarna till den waldenströmska falangen (Svenska Missionskyrkan). Svenning Johansson var åren 1879–1897 ledamot av Svenska missionsförbundets styrelse och från 1886 predikant i Jönköpings stadsmissionsförening och föreståndare för Gamla missionshuset.
Han har författat texterna till Alltid salig, om ej alltid glad och Jesus, full av kärlek, ropar i Svenska Missionsförbundets sångbok.